# Усмањ
Усмањ (рус. Усмань) град је у Русији у Липецкој области.

## Становништво
| 1939.  | 1959.  | 1970.  | 1979.  | 1989.  | 2002.  | 2010.  |
| ------ | ------ | ------ | ------ | ------ | ------ | ------ |
| 11.400 | 11.885 | 20.150 | 20.118 | 20.878 | 20.133 | 18.685 |